# 미즈호구
미즈호구(일본어: 瑞穂区)는 일본 아이치현 나고야시를 구성하는 16개 구 중 하나이다. 나고야시 중동부에 위치한다.
나고야 시립 대학을 포함하는 고등교육 시설이 있는 문교지구의 성격을 가진다.

## 지리
동부는 구릉지이지만 전체적으로는 비교적 평탄한 토지이다. 구를 남북으로 흐르는 야마자키강은 벚꽃 명소로 유명하다.

## 인접한 자치체
- 나고야시
  - 쇼와구
  - 아쓰타구
  - 덴파쿠구
  - 미나미구

## 교육
- 나고야 시립 대학
- 나고야 여자 대학

## 교통

### 철도
- 나고야시 교통국(나고야 시영 지하철)
  - 메이조선
  - 사쿠라도리선

- 나고야 철도
  - 나고야 본선

### 도로
- 나고야 고속도로
- 국도 제1호선